# Trichotosia dasyphylla
Trichotosia dasyphylla är en orkidéart som först beskrevs av C.S.P.Parish och Heinrich Gustav Reichenbach, och fick sitt nu gällande namn av Friedrich Fritz Wilhelm Ludwig Kraenzlin. Trichotosia dasyphylla ingår i släktet Trichotosia och familjen orkidéer. Inga underarter finns listade i Catalogue of Life.